# Limarí
Limarí é uma província do Chile localizada na região de Coquimbo. Possui uma área de 13.553,2 km² e uma população de 156.158 habitantes (2002). Sua capital é a cidade de Ovalle.

## Comunas
A província está dividida em 5 comunas:
- Ovalle
- Río Hurtado
- Monte Patria
- Combarbalá
- Punitaqui